# Bettystown
Bettystown (irl. Baile an Bhiataigh) – wieś w Irlandii znajdująca się na terenie hrabstwa Meath w prowincji Leinster.